# Dušan Oršula
Dušan Oršula (ur. 23 sierpnia 1979) – słowacki skoczek narciarski, reprezentant kraju na arenie międzynarodowej w latach 1993–2003, uczestnik mistrzostw świata w lotach narciarskich w 2002 roku i mistrzostw świata w narciarstwie klasycznym w 2003 roku, siedmiokrotny medalista mistrzostw Słowacji w skokach narciarskich w latach 1999–2003, reprezentant klubu LKS Dukla Bańska Bystrzyca.
W swojej karierze najczęściej startował w zawodach Pucharu Kontynentalnego, w których przez cztery sezony (1998/1999–2001/2002) zdobywał punkty do klasyfikacji. Najwyższe miejsce w zawodach tej rangi osiągnął 20 lutego 1999 w Westby, gdzie zajął siódmą pozycję.
W styczniu 1996 roku w Zakopanem po raz pierwszy w karierze wystartował w serii kwalifikacyjnej do zawodów Pucharu Świata, jednak nie uzyskał awansu. Jego debiut w konkursie głównym Pucharu Świata miał miejsce 30 stycznia 1999 w Willingen, gdzie w drużynowych zawodach zajął jedenaste miejsce. W rywalizacji indywidualnej po raz pierwszy w konkursie głównym zaprezentował się 7 lutego 1999 w Harrachovie, gdzie był 37. Był to najlepszy jego wynik w zawodach Pucharu Świata. Ponadto jeszcze dwukrotnie wystąpił w konkursie głównym – 12 stycznia 2002 w Willingen był 43., a 8 lutego 2003 również w Willingen uplasował się jedno miejsce niżej.
W marcu 2002 roku wystąpił na mistrzostwach świata w lotach narciarskich w Harrachovie. Swój udział w zawodach zakończył na pierwszej serii konkursowej, w której po skoku na 104 metry uplasował się na 47. miejscu.
W lutym 2003 roku wziął udział w kwalifikacjach do obu konkursów indywidualnych w ramach mistrzostw świata w narciarstwie klasycznym w Val di Fiemme. W obu seriach kwalifikacyjnych zajął jednak odległe 54. miejsce i nie wystąpił w konkursie głównym.

## Przebieg kariery

### Sezon 1993/1994
W 1993 roku wystąpił w nieoficjalnych letnich mistrzostwach dzieci do lat 15 w Garmisch-Partenkirchen. W konkursie indywidualnym zajął czternaste miejsce, a w rywalizacji zespołowej był piąty. W styczniu 1994 po raz pierwszy w karierze wziął udział w zawodach Pucharu Kontynentalnego. Na skoczni w Gallio zajął 39. miejsce w gronie 41 zawodników – wyprzedził wówczas Federico Rigoniego i Martina Mesíka. Pod koniec stycznia uczestniczył w mistrzostwach świata juniorów w narciarstwie klasycznym w Breitenwangu. W konkursie indywidualnym był siedemdziesiąty, a w drużynowym zajął czternastą pozycję. Do końca sezonu 1993/1994 jeszcze sześciokrotnie brał udział w zawodach Pucharu Kontynentalnego, jednak ani razu nie zdobył punktów do klasyfikacji generalnej. Najwyższą pozycję osiągnął 12 marca w Szczyrbskim Jeziorze, gdzie był 41.

### Sezony 1994/1995 i 1995/1996

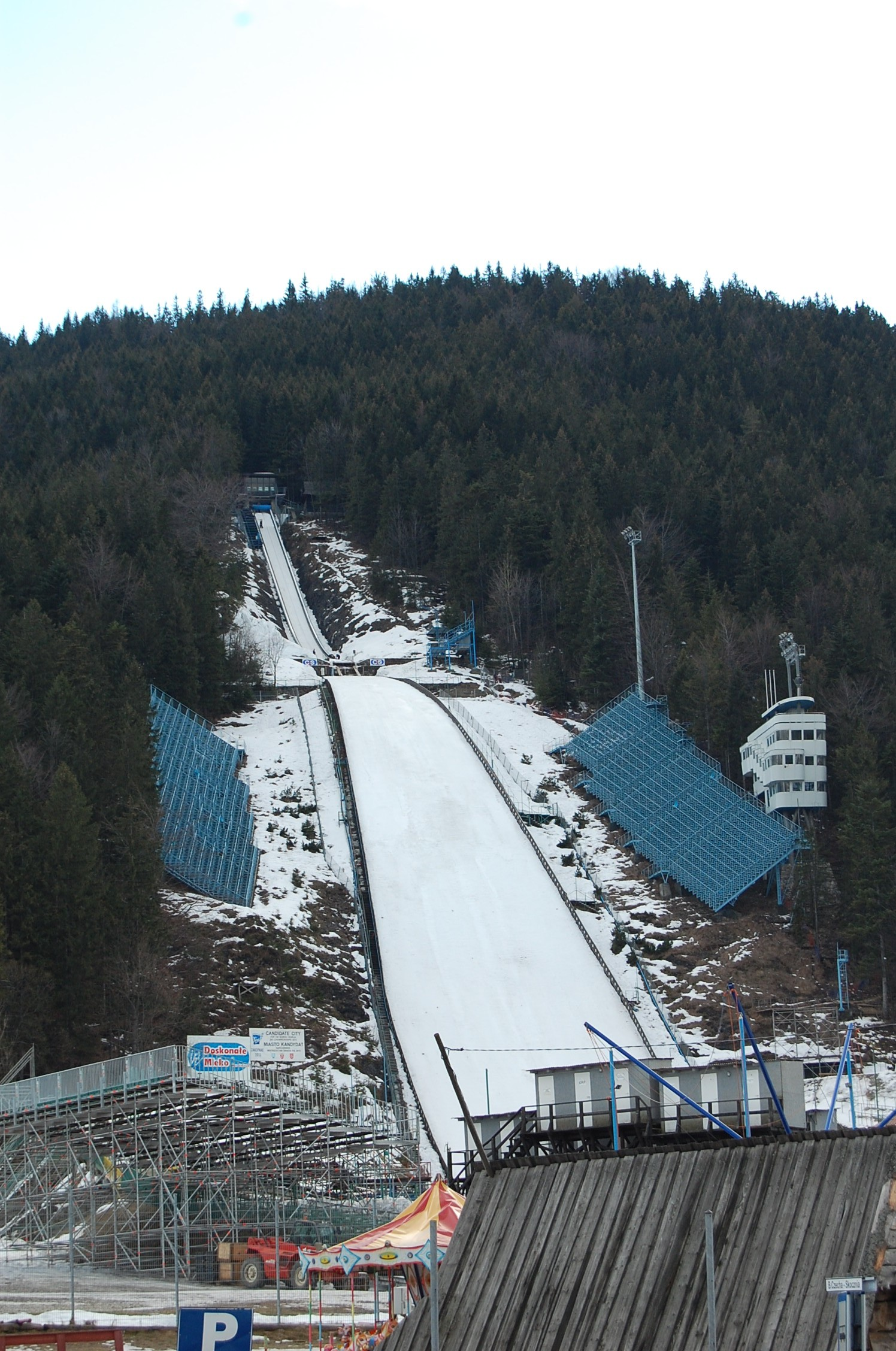
Wielka Krokiew w Zakopanem – skocznia, na której w 1996 roku Oršula po raz pierwszy w karierze wystąpił w kwalifikacjach do zawodów Pucharu Świata

Latem 1994 wystąpił tylko w zawodach o Grand Prix Frenštátu pod Radhoštěm, jednak swój udział w tym cyklu zakończył na kwalifikacjach. W sezonie 1995/1996 przed rozpoczęciem rywalizacji zimowej uczestniczył w międzynarodowych konkursach skoków w Velenju, Rožnovie pod Radhoštěm, Oberhofie i Frenštácie pod Radhoštěm. We Frenštácie był jedenasty w grupie 35 zawodników biorących udział w zawodach (urodzonych w latach 1978–1979), a w Rožnovie zajął piętnaste miejsce, wyprzedzając 60 zawodników. W grudniu wziął udział w trzech konkursach zaliczanych do cyklu Pucharu Kontynentalnego – w Lauscha, Brotterode i Sankt Moritz. We wszystkich tych trzech startach zajmował jednak odległe lokaty w siódmej, ósmej i dziewiątej dziesiątce. W styczniu 1996 na Wielkiej Krokwi w Zakopanem po raz pierwszy w karierze wystąpił w kwalifikacjach do zawodów Pucharu Świata. Nie awansował jednak do konkursu głównego, dwukrotnie kończąc swój występ na seriach kwalifikacyjnych. Na przełomie stycznia i lutego po raz drugi w karierze występował na mistrzostwach świata juniorów w narciarstwie klasycznym. W konkursie drużynowym na Trampolino di Pakstall w Asiago, w którym wystartował wraz z Martinem Mesíkiem, Peterem Koštialem i Peterem Dičą, słowacki zespół zajął ósmą lokatę. W zmaganiach indywidualnych Oršula uplasował się na 52. miejscu w gronie 74 skoczków.

### Sezon 1996/1997
W sezonie 1996/1997 sześciokrotnie wziął udział w kwalifikacjach do konkursów Pucharu Kontynentalnego, jednak ani razu nie zdołał awansować do zawodów. Były to jego jedyne starty w zawodach organizowanych przez Międzynarodową Federację Narciarską w tym sezonie. W sierpniu wystąpił ponadto w międzynarodowych zawodach w Lomnicy nad Popelkou, a we wrześniu i październiku – w Rožnovie i Frenštácie. Dwukrotnie uplasował się w pierwszej dziesiątce tych zawodów – w Rožnovie w zawodach o Puchar Jany Žárské był szósty, a we Frenštácie ósmy w cyklu Čokoládová cena.

### Sezon 1997/1998
Latem 1997 roku siedmiokrotnie uczestniczył w zawodach Pucharu Kontynentalnego – trzy razy (w Velenju i dwukrotnie w Zakopanem) występ zakończył na kwalifikacjach, a cztery razy wystąpił w konkursach głównych. We Frenštácie pod Radhoštěm zdobył pierwsze w karierze punkty do klasyfikacji generalnej, plasując się w pierwszym konkursie na dziewiętnastym, a w drugim na dwunastym miejscu. Wspomniane dwunaste miejsce zajął ex aequo z Martinem Mesíkiem i Gerdem Siegmundem. Również w kolejnym konkursie cyklu, w Oberhofie, Oršula znalazł się w najlepszej trzydziestce i zdobył punkty – był 22. Zimą czterokrotnie wystartował w seriach kwalifikacyjnych do zawodów Pucharu Świata – w Villach, Harrachovie, i dwa razy w Zakopanem, jednak nie awansował do żadnego konkursu. Od stycznia do marca 1998 roku dziesięciokrotnie brał udział w zawodach Pucharu Kontynentalnego. Raz udało mu się zdobyć punkty do klasyfikacji generalnej – było to 14 lutego w Saalfelden am Steinernen Meer, gdzie Słowak zajął 26. miejsce. W całym sezonie zdobył 48 punktów Pucharu Kontynentalnego, dzięki czemu uplasował się na 159. miejscu w klasyfikacji generalnej cyklu.

### Sezon 1998/1999

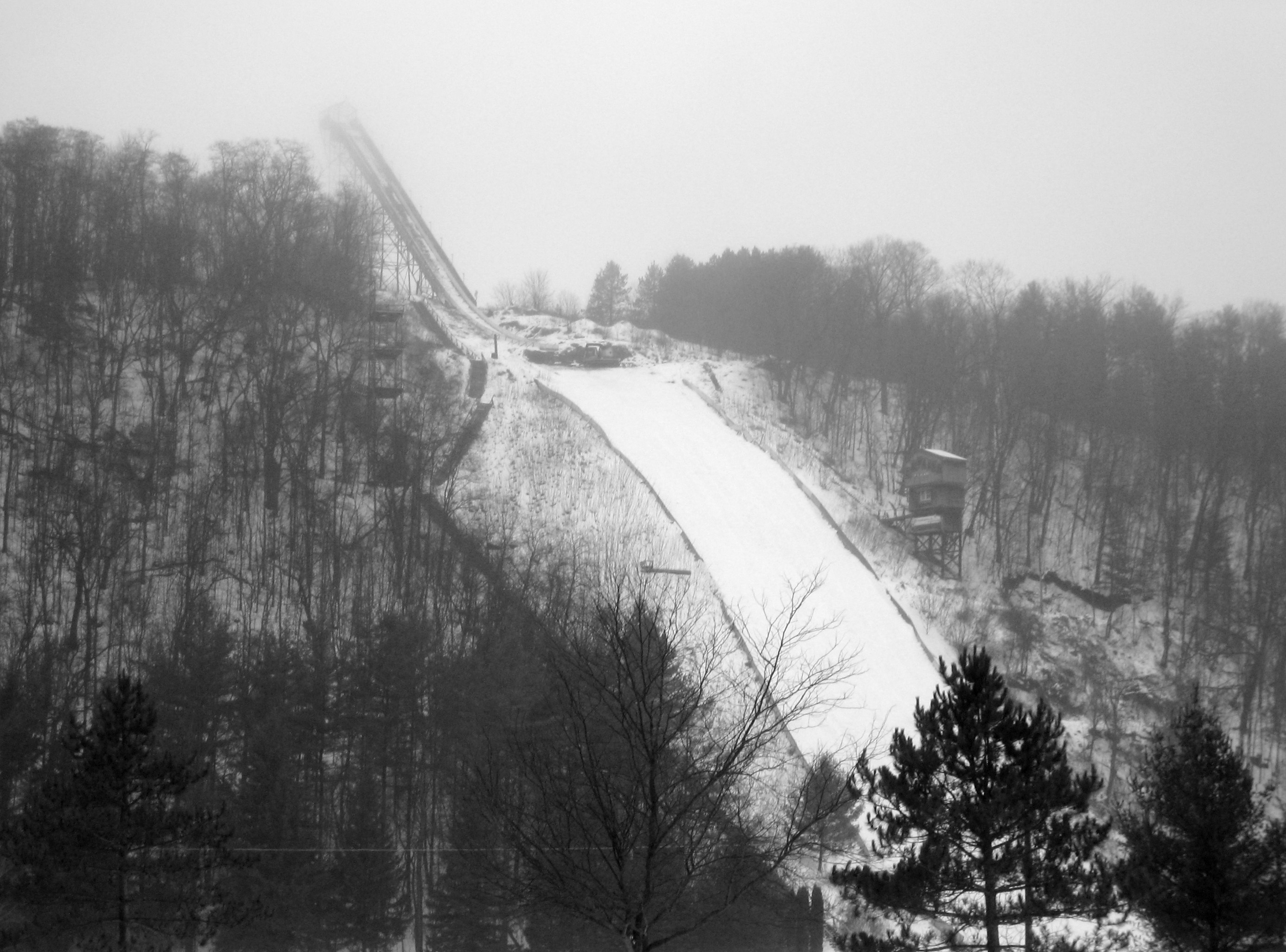
Snowflake – skocznia w Westby, na której Oršula zajął 7. miejsce w zawodach Pucharu Kontynentalnego

W lipcu i sierpniu 1998 wziął udział w czterech konkursach Pucharu Kontynentalnego – w Berchtesgaden i Villach nie zakwalifikował się do zawodów, a w Zakopanem był 41. i 35. Ponadto latem wystąpił jeszcze w trzech zawodach niższej rangi – w Lomnicy nad Popelkou, Oberhofie i Frenštácie pod Radhoštěm. W Lomnicy zajął 27. miejsce w Velkiej cenie města Lomnice nad Popelkou. W zawodach tych uczestniczyli reprezentanci Czech, Słowacji, Słowenii i Szwajcarii, w tym siedemnastoletni wówczas Simon Ammann. W Oberhofie Oršula był 32. w trzynastej edycji Internationales Mattensprunglauf, a we Frenštácie zajął 24. miejsce w tamtejszej Grand Prix. W sezonie zimowym, w grudniu sześciokrotnie uczestniczył w kwalifikacjach do indywidualnych zawodów Pucharu Świata, jednak ani razu nie zdołał awansować do zawodów. Podobna sytuacja miała miejsce w czterech konkursach w styczniu 1999 roku, w Zakopanem i Willingen. W międzyczasie wystartował w zawodach Pucharu Kontynentalnego w Bad Goisern i Gallio. W Austrii zajął 55. miejsce w pierwszym konkursie, a do drugiego się nie zakwalifikował. We Włoszech natomiast zdobył cztery punkty do klasyfikacji, zajmując 27. miejsce w pierwszym konkursie, a w drugim był 48.
30 stycznia 1999 w Willingen po raz pierwszy w karierze wystąpił w konkursie głównym Pucharu Świata. Wspomnianym konkursem były zawody drużynowe, w których reprezentacja Słowacji zajęła ostatnie, jedenaste miejsce, występując w składzie: Michal Pšenko, Dušan Oršula, Filip Kafka, Martin Mesík. Do zajmujących dziesiąte miejsce Francuzów słowaccy skoczkowie stracili blisko 70 punktów. Pierwszy występ Oršuli w konkursie głównym indywidualnego PŚ miał miejsce 7 lutego w Harrachovie. Nie rozegrano wówczas serii kwalifikacyjnej, a do konkursu zostali dopuszczeni wszyscy zgłoszeni zawodnicy. Słowak zajął w nim 37. miejsce w gronie 61 skoczków. Do zajmującego 30. miejsce po pierwszej serii Christofa Duffnera, czyli do zdobycia pierwszych w karierze punktów Pucharu Świata, Oršuli zabrakło 8,9 punktu.
Trzynaście dni po występie w Harrachovie osiągnął najlepszy w karierze rezultat w zawodach Pucharu Kontynentalnego. Zajął wówczas siódme miejsce w konkursie na skoczni Snowflake w Westby, znacznie jednak (różnicą 12,4–31,1 punktów) przegrywając z wyprzedzającymi go zawodnikami. Kolejnego dnia w Westby Słowak był siedemnasty. Wystartował jeszcze w kolejnych czterech zawodach PK rozgrywanych w Stanach Zjednoczonych – w Iron Mountain i trzech w Ishpeming. W pierwszym z nich zajął 20. miejsce, zdobywając kolejne 11 punktów do klasyfikacji generalnej. W Ishpeming zdobył tylko jeden punkt, plasując się na 30. miejscu w trzecim z konkursów. W pozostałych startach był 34. i 52. Zebranych w sezonie 66 punktów dało Słowakowi 138. miejsce w klasyfikacji generalnej cyklu. Na zakończenie sezonu zimowego wystąpił w seriach kwalifikacyjnych do trzech konkursów Pucharu Świata w lotach narciarskich w Planicy, jednak ani razu nie uzyskał awansu. Były to jedyne starty tego zawodnika w PŚ w lotach.
Poza startami międzynarodowymi, w lutym i w marcu wystąpił w mistrzostwach Słowacji w skokach narciarskich w Szczyrbskim Jeziorze i Králikach. Zdobył w nich trzy medale – srebrny i brązowy indywidualnie oraz złoty w drużynie. Tytuł drużynowego mistrza Słowacji zdobył wspólnie z zespołem Dukla Bańska Bystrzyca I, w którym poza nim wystąpili Rastislav Leško i Martin Mesík.

### Sezon 1999/2000

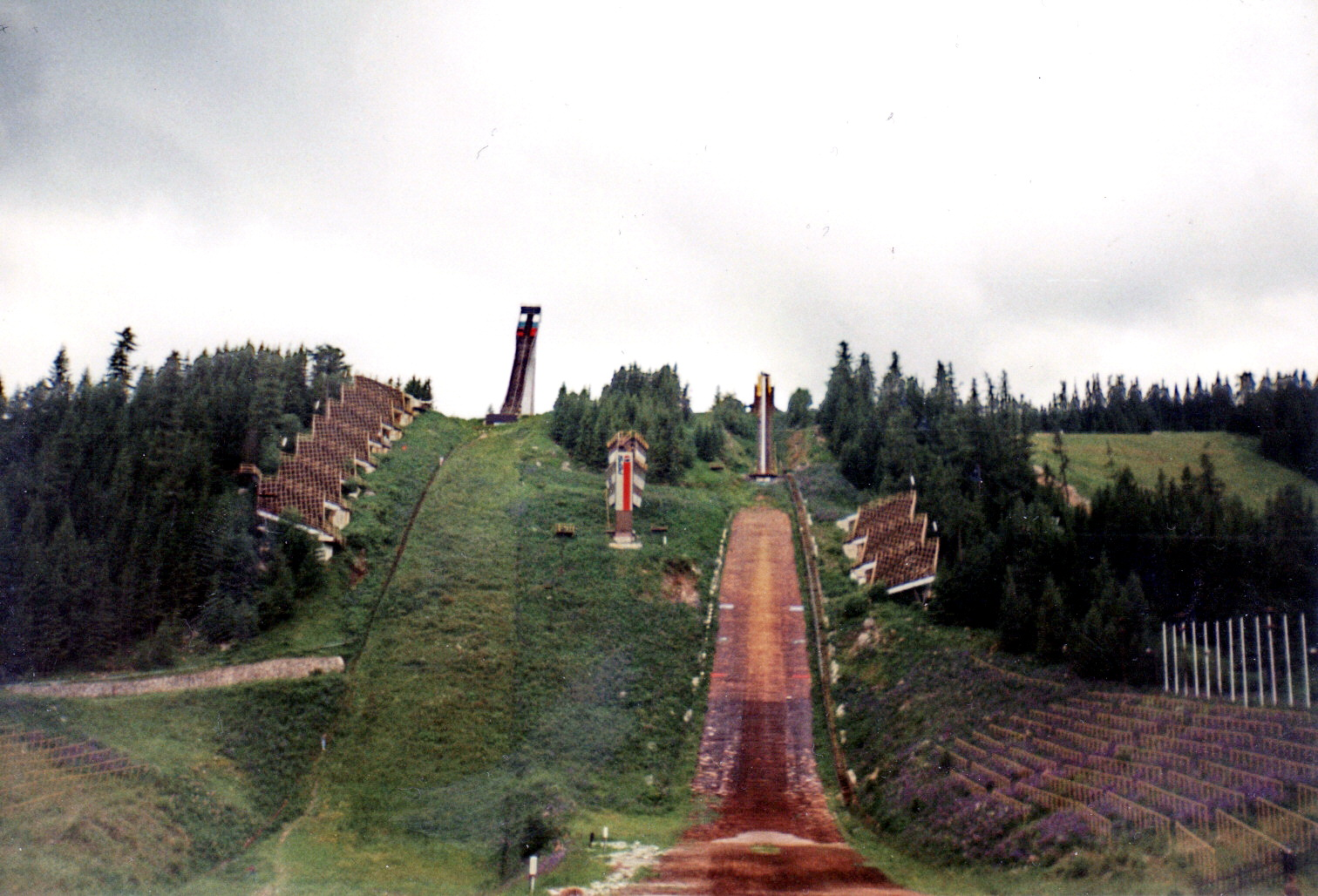
Skocznie MS 1970 w Szczyrbskim Jeziorze – po prawej stronie znajduje się skocznia normalna MS 1970 B, na której Oršula dwukrotnie został drużynowym mistrzem i trzykrotnie indywidualnym wicemistrzem Słowacji w latach 1999–2003

W sierpniu 1999 roku wystartował w dwóch konkursach Pucharu Kontynentalnego w Zakopanem. W pierwszym z nich był 49, a w drugim 19, dzięki czemu zdobył dwanaście punktów do klasyfikacji generalnej. We wrześniu wziął udział w Grand Prix Frenštátu pod Radhoštěm, zajął jednak odległe 34. miejsce. W październiku również we Frenštácie zajął 13. miejsce w Pucharze Hotelu Vlčina.
W grudniu 1999 w Zakopanem wystartował w kwalifikacjach do zawodów Pucharu Świata, jednak nie uzyskał awansu. Była to jego jedyna w tym sezonie próba kwalifikacji do konkursu PŚ. Dziesięciokrotnie uczestniczył w zawodach Pucharu Kontynentalnego – dwukrotnie wystartował w Braunlage, Westby, Ishpeming, Eisenerz i Harrachovie. Cztery razy zdobył w nich punkty do klasyfikacji generalnej – we wszystkich konkursach w Stanach Zjednoczonych. W lutym w Westby był dziewiętnasty i jedenasty, a w Ishpeming – dwudziesty pierwszy i piętnasty. We wszystkich tych konkursach startowało po 51–52 zawodników. Ponadto jeszcze w Eisenerz oraz dwukrotnie w Harrachovie był blisko zdobycia punktów, plasując się na miejscach 34. i 37. Łącznie Oršula zdobył 74 punkty i uplasował się na 128. miejscu w klasyfikacji generalnej Pucharu Kontynentalnego, co było jego najlepszym rezultatem w karierze.
W styczniu 2000 został drużynowym mistrzem Słowacji podczas konkursu w Szczyrbskim Jeziorze, w którym wystąpił z Matejem Uramem, Jánem Zelenčíkiem i Martinem Mesíkiem. W marcu tego roku w międzynarodowych mistrzostwach Słowacji w Králikach, Oršula był trzecim najlepszym Słowakiem i zdobył brązowy medal.

### Sezon 2000/2001
W lipcu 2000 roku Dušan Oršula zajął 18. miejsce, ex aequo z Frankiem Reichelem, w konkursie Pucharu Kontynentalnego w Villach. W sierpniu, również w Villach, po raz pierwszy w karierze wystąpił w kwalifikacjach do zawodów Letniej Grand Prix, jednak nie zdołał awansować do konkursu głównego. Dwa tygodnie po tym starcie, wspólnie z Martinem Mešikiem, Matejem Uramem i Peterem Koštialem, wystąpił w drużynowym konkursie Pucharu Kontynentalnego w Winterbergu. Słowacki zespół uplasował się na ósmym miejscu w gronie jedenastu drużyn, pokonując Kazachów, Szwajcarów i Rosjan. W rywalizacji indywidualnej Oršula zajął 36. miejsce, ex aequo z Tomisławem Tajnerem. W sezonie letnim uczestniczył jeszcze w konkursach skoków w Harrachovie i Frenštácie. W Harrachovie był trzynasty, ponownie zajmując tę samą pozycję co Tomisław Tajner. We Frenštácie zajął natomiast 26. miejsce. Oba konkursy miały charakter międzynarodowy – skakali w nich zawodnicy z Czech, Polski i Słowacji.
Zimą w sezonie 2000/2001 startował w Pucharze Kontynentalnym. Zaprezentował się łącznie w dwunastu zawodach. W pierwszych z nich w Sankt Moritz, nie awansował do konkursu głównego. Trzykrotnie w tym sezonie zajmował miejsca w pierwszej trzydziestce, czyli zdobywał punkty do klasyfikacji generalnej. Po raz pierwszy miało to miejsce pod koniec stycznia 2001 w Lauscha, gdzie Słowak był 25., ex aequo z Aleksandrem Korobowem. Kolejne punkty PK zdobył 18 lutego w Iron Mountain, gdzie uplasował się na 24. miejscu w stawce 48 zawodników. Trzecim konkursem w sezonie zimowym, w którym Oršula zdobył punkty, a jednocześnie konkursem, w którym zajął on najlepsze miejsce w zawodach PK w tym sezonie, były zawody w Harrachovie rozegrane 11 marca. Słowak uzyskał w nich szesnasty wynik. Taką samą notę jak on osiągnęli Jan Matura i Gerhard Hofer. Występy te, licząc wraz z sezonem letnim, dały Oršuli 41 punktów i 152. miejsce w klasyfikacji generalnej cyklu.

### Sezon 2001/2002

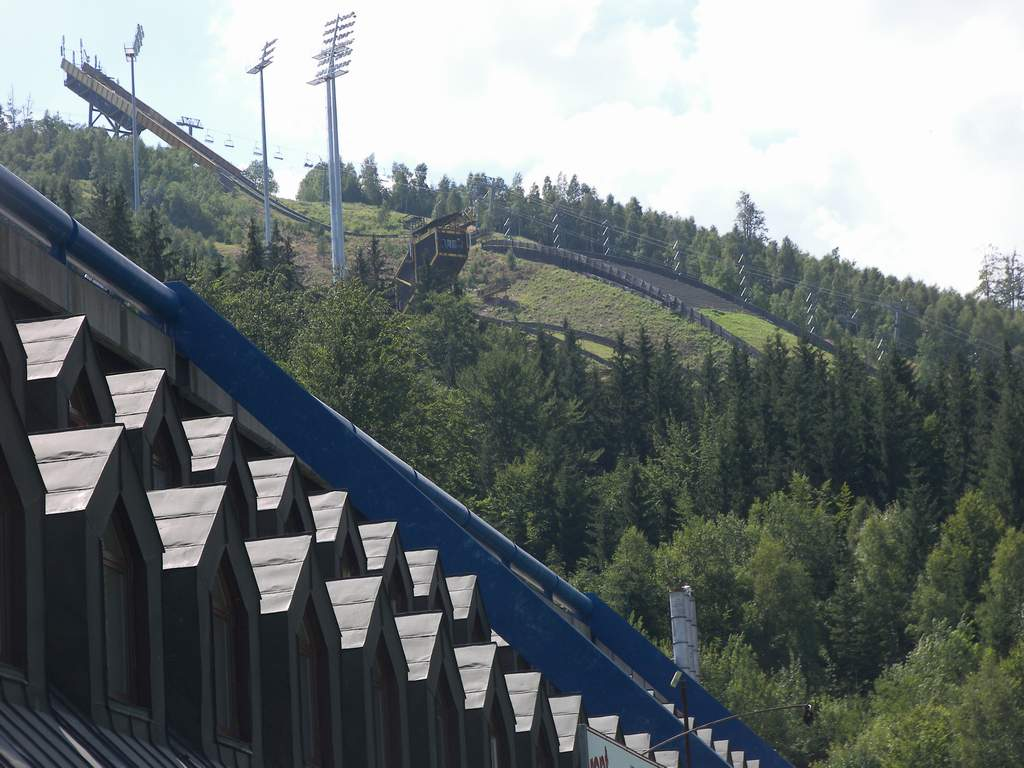
Čerťák – skocznia w Harrachovie, na której Oršula zajął 47. miejsce w mistrzostwach świata w lotach narciarskich w 2002 roku

Letnie starty w 2001 roku rozpoczął od Pucharu Kontynentalnego. Wziął udział w dwóch konkursach indywidualnych tego cyklu – w Velenju i w Oberstdorfie. W Słowenii zajął 55. miejsce, i wyprzedził trzech sklasyfikowanych zawodników – Jurija Rulewa, Stefano Chiapolino i Cipriana Ioniţę. W Niemczech reprezentant Słowacji uplasował się na 71. miejscu w gronie 112 skoczków. Również w Oberstdorfie, wraz z Matejem Uramem, Martinem Mesíkiem i Jánem Zelenčíkiem, zajął jedenaste miejsce w drużynowym konkursie Pucharu Kontynentalnego. Słowacy wyprzedzili reprezentantów Szwecji i Francji. Po tych występach Oršula uczestniczył w Letniej Grand Prix. Po raz pierwszy w karierze awansował do konkursu głównego w zawodach tego cyklu, a miało to miejsce 11 sierpnia w Hinterzarten. Słowak zajął w zawodach 49. miejsce, pokonując Lasse Ottesena. Brał udział w kwalifikacjach do drugiego konkursu w Hinterzarten, a także w Courchevel i Stams, jednak nie zdołał awansować do zawodów głównych. Ostatniego dnia sierpnia zajął 14. miejsce w 31. edycji Pucharu Hotelu Vlčina we Frenštácie. We wrześniu zajął 18. miejsce w letnich mistrzostwach Polski na Średniej Krokwi w Zakopanem, tracąc 77,5 punktu do zwycięzcy – Adama Małysza. Po tym starcie miał pojechać na zawody Pucharu Kontynentalnego w Oberhofie, jednak uniemożliwiła mu to kontuzja kostki, której doznał podczas meczu piłki nożnej.
Sezon zimowy rozpoczął od dwóch występów w Pucharze Kontynentalnym w Ruce, w których zajął 44. i 47. miejsce. W grudniu wziął udział w kwalifikacjach do zawodów Pucharu Świata w Villach. Wśród zawodników, którzy musieli się kwalifikować, zajął 59. miejsce, wyprzedzając tylko Boya van Baarle i Georgija Żarkowa. Pod koniec grudnia wystąpił w dwóch konkursach PK w Szwajcarii – w Sankt Moritz nie zakwalifikował się do konkursu głównego, a w Engelbergu był 42.
Na przełomie 2001 i 2002 roku wystartował w kwalifikacjach do wszystkich czterech konkursów 50. Turnieju Czterech Skoczni, jednak ani razu nie zaprezentował się w głównej części rywalizacji. W Oberstdorfie uplasował się na 78. miejscu w kwalifikacjach, ex aequo z Robertem Mateją. W Garmisch-Partenkirchen Słowak był 83, w Innsbrucku – 85, a w Bischofshofen – 68. W międzyczasie, na dzień przed kwalifikacjami w Innsbrucku, wystąpił tam w zawodach Pucharu Kontynentalnego i uplasował się na 51. miejscu. W pierwszym konkursie Pucharu Świata po zakończeniu Turnieju Czterech Skoczni, 12 stycznia w Willingen, Oršula zajął 43. miejsce. Do Choia Heung-chula, zajmującego po pierwszej serii 30. miejsce, czyli do zdobycia pierwszych w karierze punktów PŚ, Słowakowi zabrakło 28,3 punktu. Wystartował również w kwalifikacjach do obu konkursów Pucharu Świata w Zakopanem, jednak nie awansował do zawodów. W kwalifikacjach do pierwszego konkursu zajął 60. miejsce, a w drugich kwalifikacjach uplasował się na 56. miejscu.
W lutym wystąpił w dwóch konkursach Pucharu Kontynentalnego w Gallio. W pierwszym z nich uzyskał 20. rezultat, dzięki czemu zdobył jedyne w sezonie punkty do klasyfikacji generalnej. W drugim konkursie był 57. Również w lutym został wicemistrzem Słowacji w międzynarodowych mistrzostwach kraju na skoczni MS 1970 B w Szczyrbskim Jeziorze. W konkursie tym przegrał o 9,5 punktu z Martinem Mesíkiem.
W marcu uczestniczył w mistrzostwach świata w lotach narciarskich w Harrachovie. W rywalizacji indywidualnej skoczył 104 metry i zakończył swój udział na pierwszej serii, zajmując 47. miejsce. W zawodach wyprzedził Jakuba Jandę i Roara Ljøkelsøya. Podczas występów w Harrachovie osiągnął odległość 126 metrów.

### Sezon 2002/2003

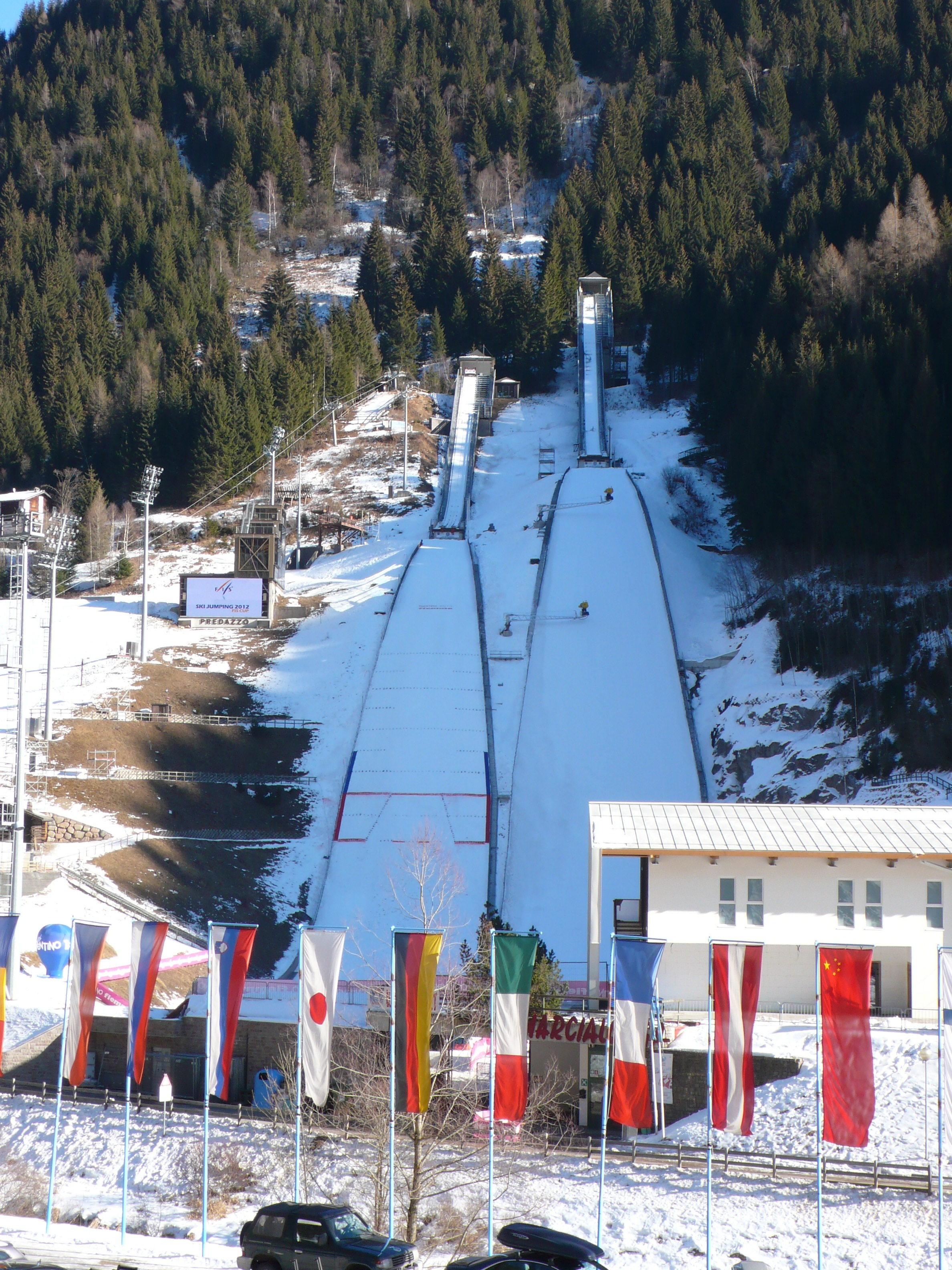
Trampolino dal Ben – kompleks skoczni w Predazzo, na których Oršula skakał w kwalifikacjach do konkursów o mistrzostwo świata

W 2002 roku rozpoczął starty w sezonie letnim od trzech występów w Letnim Pucharze Kontynentalnym. Ani razu nie zdobył jednak punktów do klasyfikacji generalnej. Najbliżej awansu do serii finałowej był w pierwszym konkursie w Velenju, w którym uplasował się na 32. miejscu. Do sklasyfikowanych ex aequo na 30. miejscu po pierwszej serii – Jiříego Parmy i Jensa Salumäe – zabrakło mu pół punktu. W drugim konkursie w Velenju Słowak był 42., ex aequo z Maksimem Połuninem, a w trzecim konkursie cyklu, w Oberstdorfie, został sklasyfikowany na 74. miejscu w gronie 111 zawodników. Wystąpił następnie w kwalifikacjach do trzech konkursów Letniej Grand Prix – dwa razy w Hinterzarten, i raz w Courchevel, jednak ani razu nie awansował do zawodów. W październiku wziął udział w konkursie o międzynarodowe letnie mistrzostwo Słowacji w Bańskiej Bystrzycy. Oršula zajął w tych zawodach siódme miejsce, szóste wśród słowackich skoczków.
W sezonie zimowym 2002/2003 dziesięciokrotnie zakończył start w Pucharze Świata na seriach kwalifikacyjnych, bez awansu do konkursu głównego. Miało to miejsce dwukrotnie w grudniu w Trondheim, na przełomie grudnia 2002 i stycznia 2003 podczas wszystkich czterech zawodów 51. Turnieju Czterech Skoczni, w styczniu raz w Libercu i dwukrotnie w Zakopanem oraz raz w Willingen. W pierwszym z lutowych konkursów PŚ w Willingen, Oršula awansował do zawodów, zajmując 50. miejsce w kwalifikacjach, do których przystąpiło 57 zawodników. W konkursie głównym uzyskał 99,5 metra i zajął 44. miejsce, de facto wyprzedzając tylko czterech zawodników – Ingemara Mayra, Marca Vogela, Florentina Duranda i Christopha Kreuzera. Do zajęcia 30. miejsca, ex aequo z Martinem Schmittem, Słowakowi zabrakło 36,9 punktu.
W tym sezonie wystąpił ponadto jedenastokrotnie w zimowych konkursach Pucharu Kontynentalnego, jednak ani razu nie zajął pozycji punktowanej w klasyfikacji generalnej. Najbliżej tego osiągnięcia był 22 grudnia 2002 w Libercu, kiedy to zajął 37. miejsce w konkursie.
W połowie lutego zdobył trzeci tytuł wicemistrza Słowacji w skokach narciarskich. Na normalnej skoczni w Szczyrbskim Jeziorze, Oršula zajął drugie miejsce, przegrywając z Martinem Mesíkiem różnicą 7,5 punktu. Pod koniec lutego po raz pierwszy, i jedyny w karierze, wziął udział w mistrzostwach świata w narciarstwie klasycznym. Uczestniczył w seriach kwalifikacyjnych do obu konkursów indywidualnych mistrzostw świata – na dużej i normalnej skoczni, w kompleksie Trampolino dal Ben w Predazzo, jednak dwukrotnie uplasował się na 54. miejscu i nie awansował do zawodów.

## Mistrzostwa świata

### Indywidualnie
| 2003 Val di Fiemme/Predazzo | – | nie zakwalifikował się (K-120), nie zakwalifikował się (K-95) |

### Starty D. Oršuli na mistrzostwach świata – szczegółowo
| Miejsce | Dzień          | Miejscowość | Skocznia           | Punkt K | Konkurs  | Skok 1 | Skok 2 | Nota     | Strata                  | Zwycięzca               |
| ------- | -------------- | ----------- | ------------------ | ------- | -------- | ------ | ------ | -------- | ----------------------- | ----------------------- |
| NQ      | 22 lutego 2003 | Predazzo    | Trampolino Dal Ben | K-120   | indywid. | 86,5 m | 86,5 m | 41,7 pkt | Nie zakwalifikował się. | Nie zakwalifikował się. |
| NQ      | 28 lutego 2003 | Predazzo    | Trampolino Dal Ben | K-95    | indywid. | 77,5 m | 77,5 m | 72,5 pkt | Nie zakwalifikował się. | Nie zakwalifikował się. |

## Mistrzostwa świata w lotach
| Miejsce | Dzień        | Miejscowość | Skocznia | Punkt K | Konkurs  | Skok 1  | Skok 2 | Skok 3 | Skok 4 | Nota     | Strata    | Zwycięzca      |
| ------- | ------------ | ----------- | -------- | ------- | -------- | ------- | ------ | ------ | ------ | -------- | --------- | -------------- |
| 47.     | 9 marca 2002 | Harrachov   | Čerťák   | K-185   | indywid. | 104,0 m | nq     | nq     | nq     | 62,8 pkt | 333,5 pkt | Sven Hannawald |

## Mistrzostwa świata juniorów
| Miejsce | Dzień            | Miejscowość | Skocznia               | Punkt K | Konkurs  | Skok 1 | Skok 2 | Nota                  | Strata    | Zwycięzca       |
| ------- | ---------------- | ----------- | ---------------------- | ------- | -------- | ------ | ------ | --------------------- | --------- | --------------- |
| 14.     | 27 stycznia 1994 | Breitenwang | Raimund-Ertl-Schanze   | K-85    | druż.    | 52,0 m | 60,0 m | 481,0 pkt (99,5 pkt)  | 359,0 pkt | Finlandia       |
| 70.     | 30 stycznia 1994 | Breitenwang | Raimund-Ertl-Schanze   | K-85    | indywid. | 52,0 m | 49,0 m | 68,5 pkt              | 147,0 pkt | Janne Ahonen    |
| 8.      | 31 stycznia 1996 | Asiago      | Trampolino di Pakstall | K-92    | druż.    | 83,0 m | 76,5 m | 714,5 pkt (161,5 pkt) | 147,0 pkt | Niemcy          |
| 52.     | 4 lutego 1996    | Asiago      | Trampolino di Pakstall | K-92    | indywid. | 84,5 m | 74,0 m | 160,5 pkt             | 106,5 pkt | Michael Uhrmann |

## Puchar Świata

### Miejsca w poszczególnych konkursach Pucharu Świata
| Sezon 1995/1996 |                  |                       |                       |                       |                       |                |                 |                             |                             |                             |                    |                    |                |                       |                       |                |                |                            |                            |                    |                    |            |                |            |                |              |              |              |        |        |        |        |        |        |        |        |        |        |        |        |        |        |        |        |        |        |
| Lillehammer K90 | Lillehammer K120 | Villach K90           | Planica K120          | Predazzo K90          | Chamonix K95          | Chamonix K95   | Oberhof K120    | Oberstdorf K115             | Garmisch-Partenkirchen K107 | Innsbruck K110              | Bischofshofen K120 | Engelberg K120     | Engelberg K120 | Sapporo K90           | Sapporo K115          | Zakopane K116  | Zakopane K116  | MŚL – Bad Mitterndorf K185 | MŚL – Bad Mitterndorf K185 | Iron Mountain K120 | Iron Mountain K120 | Kuopio K92 | Lahti K90      | Lahti K114 | Harrachov K180 | Falun K90    | Oslo K110    | punkty       | punkty | punkty | punkty | punkty | punkty | punkty | punkty | punkty | punkty | punkty | punkty | punkty | punkty | punkty | punkty | punkty | punkty | punkty |
| - | -                | -                     | -                     | -                     | -                     | -              | -               | -                           | -                           | -                           | -                  | -                  | -              | -                     | -                     | q              | q              | -                          | -                          | -                  | -                  | -          | -              | -          | -              | -            | -            | 0            | 0      | 0      | 0      | 0      | 0      | 0      | 0      | 0      | 0      | 0      | 0      | 0      | 0      | 0      | 0      | 0      | 0      | 0      |
| Sezon 1997/1998 |                  |                       |                       |                       |                       |                |                 |                             |                             |                             |                    |                    |                |                       |                       |                |                |                            |                            |                    |                    |            |                |            |                |              |              |              |        |        |        |        |        |        |        |        |        |        |        |        |        |        |        |        |        |        |
| Lillehammer K120 | Lillehammer K120 | Predazzo K120         | Villach K90           | Harrachov K90         | Engelberg K120        | Engelberg K120 | Oberstdorf K115 | Garmisch-Partenkirchen K115 | Innsbruck K110              | Bischofshofen K120          | Ramsau K90         | Zakopane K116      | Zakopane K116  | MŚL – Oberstdorf K185 | MŚL – Oberstdorf K185 | Sapporo K120   | Vikersund K175 | Vikersund K175             | Kuopio K120                | Lahti K116         | Lahti K116         | Falun K115 | Trondheim K120 | Oslo K112  | Planica K120   | Planica K120 | punkty       | punkty       | punkty | punkty | punkty | punkty | punkty | punkty | punkty | punkty | punkty | punkty | punkty | punkty | punkty | punkty | punkty | punkty | punkty |        |
| - | -                | -                     | q                     | q                     | -                     | -              | -               | -                           | -                           | -                           | -                  | q                  | q              | -                     | -                     | -              | -              | -                          | -                          | -                  | -                  | -          | -              | -          | -              | -            | 0            | 0            | 0      | 0      | 0      | 0      | 0      | 0      | 0      | 0      | 0      | 0      | 0      | 0      | 0      | 0      | 0      | 0      | 0      |        |
| Sezon 1998/1999 |                  |                       |                       |                       |                       |                |                 |                             |                             |                             |                    |                    |                |                       |                       |                |                |                            |                            |                    |                    |            |                |            |                |              |              |              |        |        |        |        |        |        |        |        |        |        |        |        |        |        |        |        |        |        |
| Lillehammer K120 | Lillehammer K120 | Chamonix K95          | Chamonix K95          | Predazzo K120         | Oberhof K120          | Harrachov K120 | Harrachov K120  | Oberstdorf K115             | Garmisch-Partenkirchen K115 | Innsbruck K110              | Bischofshofen K120 | Engelberg K120     | Engelberg K120 | Zakopane K116         | Zakopane K116         | Sapporo K120   | Sapporo K120   | Willingen K120             | Willingen K120             | Harrachov K120     | Kuopio K120        | Lahti K90  | Trondheim K120 | Falun K115 | Oslo K115      | Planica K185 | Planica K185 | Planica K185 | punkty |        |        |        |        |        |        |        |        |        |        |        |        |        |        |        |        |        |
| - | -                | q                     | q                     | q                     | q                     | q              | q               | -                           | -                           | -                           | -                  | -                  | -              | q                     | q                     | -              | -              | q                          | q                          | 37                 | -                  | -          | -              | -          | -              | q            | q            | q            | 0      |        |        |        |        |        |        |        |        |        |        |        |        |        |        |        |        |        |
| Sezon 1999/2000 |                  |                       |                       |                       |                       |                |                 |                             |                             |                             |                    |                    |                |                       |                       |                |                |                            |                            |                    |                    |            |                |            |                |              |              |              |        |        |        |        |        |        |        |        |        |        |        |        |        |        |        |        |        |        |
| Kuopio K120 | Kuopio K120      | Predazzo K120         | Predazzo K120         | Villach K90           | Zakopane K116         | Zakopane K116  | Oberstdorf K115 | Garmisch-Partenkirchen K115 | Innsbruck K110              | Bischofshofen K120          | Engelberg K120     | Engelberg K120     | Sapporo K120   | Sapporo K120          | Hakuba K120           | Willingen K120 | Willingen K120 | Bad Mitterndorf K185       | Iron Mountain K120         | Iron Mountain K120 | Lahti K116         | Lahti K116 | Trondheim K120 | Oslo K115  | Planica K185   | punkty       | punkty       | punkty       | punkty | punkty | punkty | punkty | punkty | punkty | punkty | punkty | punkty | punkty | punkty | punkty | punkty | punkty | punkty | punkty |        |        |
| - | -                | -                     | -                     | -                     | -                     | q              | -               | -                           | -                           | -                           | -                  | -                  | -              | -                     | -                     | -              | -              | -                          | -                          | -                  | -                  | -          | -              | -          | -              | 0            | 0            | 0            | 0      | 0      | 0      | 0      | 0      | 0      | 0      | 0      | 0      | 0      | 0      | 0      | 0      | 0      | 0      | 0      |        |        |
| Sezon 2001/2002 |                  |                       |                       |                       |                       |                |                 |                             |                             |                             |                    |                    |                |                       |                       |                |                |                            |                            |                    |                    |            |                |            |                |              |              |              |        |        |        |        |        |        |        |        |        |        |        |        |        |        |        |        |        |        |
| Kuopio K120 | Kuopio K120      | Titisee-Neustadt K120 | Titisee-Neustadt K120 | Villach K90           | Engelberg K120        | Engelberg K120 | Predazzo K120   | Predazzo K120               | Oberstdorf K115             | Garmisch-Partenkirchen K115 | Innsbruck K120     | Bischofshofen K120 | Willingen K120 | Zakopane K120         | Zakopane K120         | Hakuba K120    | Sapporo K120   | Lahti K116                 | Falun K115                 | Trondheim K120     | Oslo K115          | punkty     | punkty         | punkty     | punkty         | punkty       | punkty       | punkty       | punkty | punkty | punkty | punkty | punkty | punkty | punkty | punkty | punkty | punkty | punkty | punkty |        |        |        |        |        |        |
| - | -                | -                     | -                     | q                     | -                     | -              | -               | -                           | q                           | q                           | q                  | q                  | 43             | q                     | q                     | -              | -              | -                          | -                          | -                  | -                  | 0          | 0              | 0          | 0              | 0            | 0            | 0            | 0      | 0      | 0      | 0      | 0      | 0      | 0      | 0      | 0      | 0      | 0      | 0      |        |        |        |        |        |        |
| Sezon 2002/2003 |                  |                       |                       |                       |                       |                |                 |                             |                             |                             |                    |                    |                |                       |                       |                |                |                            |                            |                    |                    |            |                |            |                |              |              |              |        |        |        |        |        |        |        |        |        |        |        |        |        |        |        |        |        |        |
| Ruka K120 | Ruka K120        | Trondheim K120        | Trondheim K120        | Titisee-Neustadt K120 | Titisee-Neustadt K120 | Engelberg K120 | Engelberg K120  | Oberstdorf K115             | Garmisch-Partenkirchen K115 | Innsbruck K120              | Bischofshofen K120 | Liberec K120       | Zakopane K120  | Zakopane K120         | Hakuba K120           | Sapporo K120   | Sapporo K120   | Bad Mitterndorf K185       | Bad Mitterndorf K185       | Willingen K120     | Willingen K120     | Oslo K115  | Lahti K116     | Lahti K116 | Planica K185   | Planica K185 | punkty       | punkty       | punkty | punkty | punkty | punkty | punkty | punkty | punkty | punkty | punkty | punkty | punkty | punkty | punkty | punkty | punkty | punkty | punkty |        |
| - | -                | q                     | q                     | -                     | -                     | -              | -               | q                           | q                           | q                           | q                  | q                  | q              | q                     | -                     | -              | -              | -                          | -                          | 44                 | q                  | -          | -              | -          | -              | -            | 0            | 0            | 0      | 0      | 0      | 0      | 0      | 0      | 0      | 0      | 0      | 0      | 0      | 0      | 0      | 0      | 0      | 0      | 0      |        |
| Legenda |                  |                       |                       |                       |                       |                |                 |                             |                             |                             |                    |                    |                |                       |                       |                |                |                            |                            |                    |                    |            |                |            |                |              |              |              |        |        |        |        |        |        |        |        |        |        |        |        |        |        |        |        |        |        |
| 1 2 3 4-10 11-30 poniżej 30 dq – dyskwalifikacja q – dyskwalifikacja w kwalifikacjach q – zawodnik nie zakwalifikował się - – zawodnik nie wystartował |                  |                       |                       |                       |                       |                |                 |                             |                             |                             |                    |                    |                |                       |                       |                |                |                            |                            |                    |                    |            |                |            |                |              |              |              |        |        |        |        |        |        |        |        |        |        |        |        |        |        |        |        |        |        |

## Puchar Kontynentalny

### Miejsca w klasyfikacji generalnej
| Sezon     | Miejsce |
| --------- | ------- |
| 1997/1998 | 159.    |
| 1998/1999 | 138.    |
| 1999/2000 | 128.    |
| 2000/2001 | 152.    |
| 2001/2002 | 229.    |

### Miejsca w poszczególnych konkursach Pucharu Kontynentalnego
| Sezon 1993/1994                                                                                                   |             |                        |            |                        |                        |             |               |             |               |           |              |              |                  |                  |                |                |               |               |           |           |                        |                        |               |               |            |                  |                     |                     |               |               |               |                  |               |            |           |               |               |              |           |                  |            |            |           |           |            |            |           |           |           |        |        |        |        |        |        |        |        |        |        |        |        |        |        |        |        |        |        |        |        |        |        |        |        |        |        |        |        |        |        |        |        |        |        |        |        |        |        |        |        |
| Lillehammer | Lillehammer | Oberwiesenthal         | Lauscha    | Woergl                 | Sankt Moritz           | Sankt Aegyd | Gallio        | Sapporo     | Sapporo       | Willingen | Willingen    | Ironwood     | Ironwood         | Ruhpolding       | Saalfelden     | Planica        | Iron Mountain | Iron Mountain | Ishpeming | Schönwald | Titisee-Neustadt       | Calgary                | Calgary       | Zaō           | Zakopane   | Zakopane         | Szczyrbskie Jezioro | Szczyrbskie Jezioro | Sprova        | Sprova        | Ruka          | Rovaniemi        | punkty        | punkty     | punkty    | punkty        | punkty        | punkty       | punkty    | punkty           | punkty     | punkty     | punkty    | punkty    | punkty     | punkty     | punkty    | punkty    | punkty    | punkty | punkty | punkty | punkty | punkty | punkty | punkty | punkty | punkty | punkty | punkty | punkty | punkty | punkty | punkty | punkty | punkty | punkty | punkty | punkty | punkty | punkty | punkty |        |        |        |        |        |        |        |        |        |        |        |        |        |        |        |        |        |
| - | -           | -                      | -          | -                      | -                      | -           | 39            | -           | -             | -         | -            | -            | -                | -                | -              | -              | -             | -             | -         | 59        | 42                     | -                      | -             | -             | 48         | 63               | 41                  | 58                  | -             | -             | -             | -                | 0             | 0          | 0         | 0             | 0             | 0            | 0         | 0                | 0          | 0          | 0         | 0         | 0          | 0          | 0         | 0         | 0         | 0      | 0      | 0      | 0      | 0      | 0      | 0      | 0      | 0      | 0      | 0      | 0      | 0      | 0      | 0      | 0      | 0      | 0      | 0      | 0      | 0      | 0      | 0      |        |        |        |        |        |        |        |        |        |        |        |        |        |        |        |        |        |
| Sezon 1995/1996                                                                                                   |             |                        |            |                        |                        |             |               |             |               |           |              |              |                  |                  |                |                |               |               |           |           |                        |                        |               |               |            |                  |                     |                     |               |               |               |                  |               |            |           |               |               |              |           |                  |            |            |           |           |            |            |           |           |           |        |        |        |        |        |        |        |        |        |        |        |        |        |        |        |        |        |        |        |        |        |        |        |        |        |        |        |        |        |        |        |        |        |        |        |        |        |        |        |        |
| Lauscha | Brotterode  | Lahti                  | Lahti      | Kuopio                 | Sankt Moritz           | Lake Placid | Lake Placid   | Bad Goisern | Reit im Winkl | Sapporo   | Sapporo      | Sapporo      | Saalfelden       | Berchtesgaden    | Willingen      | Liberec        | Liberec       | Seefeld       | Westby    | Westby    | Gallio                 | Gallio                 | Örnsköldsvik  | Örnsköldsvik  | Schönwald  | Titisee-Neustadt | Bollnäs             | Sapporo             | Beuil         | Beuil         | Falun         | Zaō              | Zaō           | Planica    | Planica   | Voss          | Voss          | Rovaniemi    | Ruka      | punkty           | punkty     | punkty     | punkty    | punkty    | punkty     | punkty     | punkty    | punkty    | punkty    | punkty | punkty | punkty | punkty | punkty | punkty | punkty | punkty | punkty | punkty | punkty | punkty | punkty | punkty | punkty | punkty | punkty | punkty | punkty | punkty | punkty | punkty | punkty | punkty | punkty | punkty | punkty | punkty | punkty | punkty |        |        |        |        |        |        |        |        |        |        |
| 78 | 86          | -                      | -          | -                      | 61                     | -           | -             | -           | -             | -         | -            | -            | -                | -                | -              | -              | -             | -             | -         | -         | -                      | -                      | -             | -             | -          | -                | -                   | -                   | -             | -             | -             | -                | -             | -          | -         | -             | -             | -            | -         | 0                | 0          | 0          | 0         | 0         | 0          | 0          | 0         | 0         | 0         | 0      | 0      | 0      | 0      | 0      | 0      | 0      | 0      | 0      | 0      | 0      | 0      | 0      | 0      | 0      | 0      | 0      | 0      | 0      | 0      | 0      | 0      | 0      | 0      | 0      | 0      | 0      | 0      | 0      | 0      |        |        |        |        |        |        |        |        |        |        |
| Sezon 1996/1997                                                                                                   |             |                        |            |                        |                        |             |               |             |               |           |              |              |                  |                  |                |                |               |               |           |           |                        |                        |               |               |            |                  |                     |                     |               |               |               |                  |               |            |           |               |               |              |           |                  |            |            |           |           |            |            |           |           |           |        |        |        |        |        |        |        |        |        |        |        |        |        |        |        |        |        |        |        |        |        |        |        |        |        |        |        |        |        |        |        |        |        |        |        |        |        |        |        |        |
| Courchevel | Zakopane    | Frenštát pod Radhoštěm | Hakuba     | Hakuba                 | Muju                   | Muju        | Chaux-Neuve   | Chaux-Neuve | Brotterode    | Lauscha   | Sankt Moritz | Lake Placid  | Lake Placid      | Ramsau           | Villach        | Planica        | Sapporo       | Sapporo       | Sapporo   | Oberhof   | Oberhof                | Szczyrbskie Jezioro    | Zakopane      | Reit im Winkl | Westby     | Westby           | Saalfelden          | Ruhpolding          | Iron Mountain | Iron Mountain | Ishpeming     | Ishpeming        | Sapporo       | Braunlage  | Braunlage | Zaō           | Zaō           | Vikersund    | Vikersund | Courchevel       | Courchevel | Harrachov  | Harrachov | Ruka      | Rovaniemi  | punkty     | punkty    | punkty    | punkty    | punkty | punkty | punkty | punkty | punkty | punkty | punkty | punkty | punkty | punkty | punkty | punkty | punkty | punkty | punkty | punkty | punkty | punkty | punkty | punkty | punkty | punkty | punkty | punkty | punkty | punkty | punkty | punkty | punkty | punkty | punkty | punkty | punkty | punkty | punkty | punkty |        |        |        |        |
| - | -           | q                      | -          | -                      | -                      | -           | -             | -           | q             | q         | -            | -            | -                | -                | -              | -              | -             | -             | -         | -         | -                      | q                      | -             | -             | -          | -                | q                   | q                   | -             | -             | -             | -                | -             | -          | -         | -             | -             | -            | -         | -                | -          | -          | -         | -         | -          | 0          | 0         | 0         | 0         | 0      | 0      | 0      | 0      | 0      | 0      | 0      | 0      | 0      | 0      | 0      | 0      | 0      | 0      | 0      | 0      | 0      | 0      | 0      | 0      | 0      | 0      | 0      | 0      | 0      | 0      | 0      | 0      | 0      | 0      | 0      | 0      | 0      | 0      | 0      | 0      |        |        |        |        |
| Sezon 1997/1998                                                                                                   |             |                        |            |                        |                        |             |               |             |               |           |              |              |                  |                  |                |                |               |               |           |           |                        |                        |               |               |            |                  |                     |                     |               |               |               |                  |               |            |           |               |               |              |           |                  |            |            |           |           |            |            |           |           |           |        |        |        |        |        |        |        |        |        |        |        |        |        |        |        |        |        |        |        |        |        |        |        |        |        |        |        |        |        |        |        |        |        |        |        |        |        |        |        |        |
| Velenje | Rælingen    | Zakopane               | Zakopane   | Frenštát pod Radhoštěm | Frenštát pod Radhoštěm | Oberhof     | Oberhof       | Hakuba      | Hakuba        | Chamonix  | Chamonix     | Lahti        | Lahti            | Lahti            | Oberwiesenthal | Oberwiesenthal | Sankt Moritz  | Sapporo       | Sapporo   | Sapporo   | Garmisch-Partenkirchen | Garmisch-Partenkirchen | Liberec       | Liberec       | Villach    | Westby           | Westby              | Planica             | Planica       | Reit im Winkl | Iron Mountain | Iron Mountain    | Saalfelden    | Ruhpolding | Oslo      | Willingen     | Willingen     | Ishpeming    | Ishpeming | Schönwald        | Schönwald  | Sapporo    | Zaō       | Zaō       | Courchevel | Courchevel | Rovaniemi | Ruka      | Ruka      | punkty | punkty | punkty | punkty | punkty | punkty | punkty | punkty | punkty | punkty | punkty | punkty | punkty | punkty | punkty | punkty | punkty | punkty | punkty | punkty | punkty | punkty | punkty | punkty | punkty | punkty | punkty | punkty | punkty | punkty | punkty | punkty | punkty | punkty | punkty | punkty | punkty | punkty | punkty | punkty |
| q | -           | q                      | q          | 19                     | 12                     | 22          | 53            | -           | -             | -         | -            | -            | -                | -                | -              | -              | -             | -             | -         | -         | -                      | -                      | 49            | 35            | 39         | -                | -                   | -                   | -             | 42            | -             | -                | 26            | 35         | -         | 43            | 40            | -            | -         | 59               | 33         | -          | -         | -         | -          | -          | -         | -         | -         | 48     | 48     | 48     | 48     | 48     | 48     | 48     | 48     | 48     | 48     | 48     | 48     | 48     | 48     | 48     | 48     | 48     | 48     | 48     | 48     | 48     | 48     | 48     | 48     | 48     | 48     | 48     | 48     | 48     | 48     | 48     | 48     | 48     | 48     | 48     | 48     | 48     | 48     | 48     | 48     |
| Sezon 1998/1999                                                                                                   |             |                        |            |                        |                        |             |               |             |               |           |              |              |                  |                  |                |                |               |               |           |           |                        |                        |               |               |            |                  |                     |                     |               |               |               |                  |               |            |           |               |               |              |           |                  |            |            |           |           |            |            |           |           |           |        |        |        |        |        |        |        |        |        |        |        |        |        |        |        |        |        |        |        |        |        |        |        |        |        |        |        |        |        |        |        |        |        |        |        |        |        |        |        |        |
| Velenje | Velenje     | Berchtesgaden          | Villach    | Oberstdorf             | Oberstdorf             | Zakopane    | Zakopane      | Rælingen    | Kuopio        | Lahti     | Lahti        | Sankt Moritz | Engelberg        | Bad Goisern      | Bad Goisern    | Sapporo        | Sapporo       | Sapporo       | Lauscha   | Lauscha   | Gallio                 | Gallio                 | Reit im Winkl | Saalfelden    | Ruhpolding | Braunlage        | Braunlage           | Westby              | Westby        | Planica       | Planica       | Titisee-Neustadt | Iron Mountain | Schönwald  | Ishpeming | Ishpeming     | Ishpeming     | Sapporo      | Zaō       | Zaō              | Courchevel | Courchevel | Vikersund | Vikersund | Hede       | Hede       | Kuopio    | Rovaniemi | Ruka      | Ruka   | punkty |        |        |        |        |        |        |        |        |        |        |        |        |        |        |        |        |        |        |        |        |        |        |        |        |        |        |        |        |        |        |        |        |        |        |        |        |        |        |
| - | -           | q                      | q          | -                      | -                      | 41          | 35            | -           | -             | -         | -            | -            | -                | 55               | q              | -              | -             | -             | -         | -         | 27                     | 48                     | -             | -             | -          | -                | -                   | 7                   | 17            | -             | -             | -                | 20            | -          | 34        | 52            | 30            | -            | -         | -                | -          | -          | -         | -         | -          | -          | -         | -         | -         | -      | 66     |        |        |        |        |        |        |        |        |        |        |        |        |        |        |        |        |        |        |        |        |        |        |        |        |        |        |        |        |        |        |        |        |        |        |        |        |        |        |
| Sezon 1999/2000                                                                                                   |             |                        |            |                        |                        |             |               |             |               |           |              |              |                  |                  |                |                |               |               |           |           |                        |                        |               |               |            |                  |                     |                     |               |               |               |                  |               |            |           |               |               |              |           |                  |            |            |           |           |            |            |           |           |           |        |        |        |        |        |        |        |        |        |        |        |        |        |        |        |        |        |        |        |        |        |        |        |        |        |        |        |        |        |        |        |        |        |        |        |        |        |        |        |        |
| Velenje | Velenje     | Villach                | Villach    | Oberstdorf             | Zakopane               | Zakopane    | Rælingen      | Hakuba      | Hakuba        | Trondheim | Trondheim    | Kuopio       | Lahti            | Lahti            | Innsbruck      | Engelberg      | Gallio        | Gallio        | Sapporo   | Sapporo   | Sapporo                | Brotterode             | Lauscha       | Braunlage     | Braunlage  | Hakuba           | Hakuba              | Courchevel          | Courchevel    | Berchtesgaden | Saalfelden    | Mislinja         | Westby        | Westby     | Planica   | Planica       | Ishpeming     | Ishpeming    | Schönwald | Titisee-Neustadt | Eisenerz   | Eisenerz   | Zaō       | Zaō       | Våler      | Våler      | Harrachov | Harrachov | Rovaniemi | Ruka   | punkty |        |        |        |        |        |        |        |        |        |        |        |        |        |        |        |        |        |        |        |        |        |        |        |        |        |        |        |        |        |        |        |        |        |        |        |        |        |        |
| - | -           | -                      | -          | -                      | 49                     | 19          | -             | -           | -             | -         | -            | -            | -                | -                | -              | -              | -             | -             | -         | -         | -                      | -                      | -             | 45            | q          | -                | -                   | -                   | -             | -             | -             | -                | 19            | 11         | -         | -             | 21            | 15           | -         | -                | 46         | 37         | -         | -         | -          | -          | 37        | 34        | -         | -      | 74     |        |        |        |        |        |        |        |        |        |        |        |        |        |        |        |        |        |        |        |        |        |        |        |        |        |        |        |        |        |        |        |        |        |        |        |        |        |        |
| Sezon 2000/2001                                                                                                   |             |                        |            |                        |                        |             |               |             |               |           |              |              |                  |                  |                |                |               |               |           |           |                        |                        |               |               |            |                  |                     |                     |               |               |               |                  |               |            |           |               |               |              |           |                  |            |            |           |           |            |            |           |           |           |        |        |        |        |        |        |        |        |        |        |        |        |        |        |        |        |        |        |        |        |        |        |        |        |        |        |        |        |        |        |        |        |        |        |        |        |        |        |        |        |
| Velenje | Velenje     | Villach                | Oberstdorf | Rælingen               | Rælingen               | Winterberg  | Sankt Moritz  | Innsbruck   | Bischofshofen | Sapporo   | Sapporo      | Sapporo      | Brotterode       | Brotterode       | Lauscha        | Lauscha        | Ramsau        | Schönwald     | Westby    | Westby    | Titisee-Neustadt       | Planica                | Iron Mountain | Iron Mountain | Ishpeming  | Chamonix         | Chamonix            | Zakopane            | Zakopane      | Vikersund     | Vikersund     | Harrachov        | Harrachov     | Våler      | Zaō       | Zaō           | Örnsköldsvik  | Örnsköldsvik | Hede      | punkty           | punkty     | punkty     | punkty    | punkty    | punkty     | punkty     | punkty    | punkty    | punkty    | punkty | punkty | punkty | punkty | punkty | punkty | punkty | punkty | punkty | punkty | punkty | punkty | punkty | punkty | punkty | punkty | punkty | punkty | punkty | punkty | punkty | punkty | punkty | punkty | punkty | punkty | punkty | punkty | punkty | punkty |        |        |        |        |        |        |        |        |        |        |
| - | -           | 18                     | -          | -                      | -                      | 36          | q             | -           | -             | -         | -            | -            | -                | -                | 25             | 36             | -             | -             | 36        | 34        | -                      | -                      | 35            | 24            | 31         | -                | -                   | 36                  | 40            | -             | -             | 32               | 16            | -          | -         | -             | -             | -            | -         | 41               | 41         | 41         | 41        | 41        | 41         | 41         | 41        | 41        | 41        | 41     | 41     | 41     | 41     | 41     | 41     | 41     | 41     | 41     | 41     | 41     | 41     | 41     | 41     | 41     | 41     | 41     | 41     | 41     | 41     | 41     | 41     | 41     | 41     | 41     | 41     | 41     | 41     | 41     | 41     |        |        |        |        |        |        |        |        |        |        |
| Sezon 2001/2002                                                                                                   |             |                        |            |                        |                        |             |               |             |               |           |              |              |                  |                  |                |                |               |               |           |           |                        |                        |               |               |            |                  |                     |                     |               |               |               |                  |               |            |           |               |               |              |           |                  |            |            |           |           |            |            |           |           |           |        |        |        |        |        |        |        |        |        |        |        |        |        |        |        |        |        |        |        |        |        |        |        |        |        |        |        |        |        |        |        |        |        |        |        |        |        |        |        |        |
| Velenje | Velenje     | Villach                | Villach    | Oberstdorf             | Rælingen               | Rælingen    | Calgary       | Calgary     | Park City     | Park City | Oberhof      | Ruka         | Ruka             | Lahti            | Lahti          | Sankt Moritz   | Engelberg     | Innsbruck     | Sapporo   | Sapporo   | Sapporo                | Bischofshofen          | Bischofshofen | Ishpeming     | Ishpeming  | Courchevel       | Courchevel          | Lauscha             | Westby        | Westby        | Braunlage     | Braunlage        | Gallio        | Gallio     | Planica   | Iron Mountain | Iron Mountain | Schönwald    | Schönwald | Zaō              | Zaō        | Vikersund  | Vikersund | Vikersund | punkty     | punkty     | punkty    | punkty    | punkty    | punkty | punkty | punkty | punkty | punkty | punkty | punkty | punkty | punkty | punkty | punkty | punkty | punkty | punkty | punkty | punkty | punkty | punkty | punkty | punkty | punkty | punkty | punkty | punkty | punkty | punkty | punkty | punkty | punkty | punkty | punkty | punkty | punkty | punkty | punkty |        |        |        |        |        |
| 55 | -           | -                      | -          | 71                     | -                      | -           | -             | -           | -             | -         | -            | 44           | 47               | -                | -              | q              | 42            | 51            | -         | -         | -                      | -                      | -             | -             | -          | -                | -                   | -                   | -             | -             | -             | -                | 20            | 57         | -         | -             | -             | -            | -         | -                | -          | -          | -         | -         | 11         | 11         | 11        | 11        | 11        | 11     | 11     | 11     | 11     | 11     | 11     | 11     | 11     | 11     | 11     | 11     | 11     | 11     | 11     | 11     | 11     | 11     | 11     | 11     | 11     | 11     | 11     | 11     | 11     | 11     | 11     | 11     | 11     | 11     | 11     | 11     | 11     | 11     | 11     | 11     |        |        |        |        |        |
| Sezon 2002/2003                                                                                                   |             |                        |            |                        |                        |             |               |             |               |           |              |              |                  |                  |                |                |               |               |           |           |                        |                        |               |               |            |                  |                     |                     |               |               |               |                  |               |            |           |               |               |              |           |                  |            |            |           |           |            |            |           |           |           |        |        |        |        |        |        |        |        |        |        |        |        |        |        |        |        |        |        |        |        |        |        |        |        |        |        |        |        |        |        |        |        |        |        |        |        |        |        |        |        |
| Lahti | Lahti       | Liberec                | Liberec    | Sankt Moritz           | Engelberg              | Seefeld     | Bischofshofen | Sapporo     | Sapporo       | Sapporo   | Planica      | Planica      | Titisee-Neustadt | Titisee-Neustadt | Braunlage      | Braunlage      | Willingen     | Zakopane      | Zakopane  | Eisenerz  | Eisenerz               | Westby                 | Brotterode    | Brotterode    | Lauscha    | Ishpeming        | Ishpeming           | Ishpeming           | Ruhpolding    | Ruhpolding    | Zaō           | Zaō              | Stryn         | Stryn      | punkty    | punkty        | punkty        | punkty       | punkty    | punkty           | punkty     | punkty     | punkty    | punkty    | punkty     | punkty     | punkty    | punkty    | punkty    | punkty | punkty | punkty | punkty | punkty | punkty | punkty | punkty | punkty | punkty | punkty | punkty | punkty | punkty | punkty | punkty | punkty | punkty | punkty | punkty | punkty | punkty | punkty | punkty | punkty |        |        |        |        |        |        |        |        |        |        |        |        |        |        |        |
| 45 | 41          | 54                     | 37         | -                      | -                      | 55          | 52            | -           | -             | -         | -            | -            | 58               | 49               | 54             | 41             | 58            | -             | -         | -         | -                      | -                      | -             | -             | -          | -                | -                   | -                   | -             | -             | -             | -                | -             | -          | 0         | 0             | 0             | 0            | 0         | 0                | 0          | 0          | 0         | 0         | 0          | 0          | 0         | 0         | 0         | 0      | 0      | 0      | 0      | 0      | 0      | 0      | 0      | 0      | 0      | 0      | 0      | 0      | 0      | 0      | 0      | 0      | 0      | 0      | 0      | 0      | 0      | 0      | 0      | 0      |        |        |        |        |        |        |        |        |        |        |        |        |        |        |        |
| Legenda |             |                        |            |                        |                        |             |               |             |               |           |              |              |                  |                  |                |                |               |               |           |           |                        |                        |               |               |            |                  |                     |                     |               |               |               |                  |               |            |           |               |               |              |           |                  |            |            |           |           |            |            |           |           |           |        |        |        |        |        |        |        |        |        |        |        |        |        |        |        |        |        |        |        |        |        |        |        |        |        |        |        |        |        |        |        |        |        |        |        |        |        |        |        |        |
| 1 2 3 4-10 11-30 poniżej 30 dq – dyskwalifikacja q – zawodnik nie zakwalifikował się - – zawodnik nie wystartował |             |                        |            |                        |                        |             |               |             |               |           |              |              |                  |                  |                |                |               |               |           |           |                        |                        |               |               |            |                  |                     |                     |               |               |               |                  |               |            |           |               |               |              |           |                  |            |            |           |           |            |            |           |           |           |        |        |        |        |        |        |        |        |        |        |        |        |        |        |        |        |        |        |        |        |        |        |        |        |        |        |        |        |        |        |        |        |        |        |        |        |        |        |        |        |

## Letnie Grand Prix

### Miejsca w poszczególnych konkursach Letniej Grand Prix
| 2000                                                                                         |                  |                 |                 |              |                |              |              |        |        |        |        |        |        |        |        |
| Hinterzarten K95                                                                             | Kuopio K120      | Villach K90     | Courchevel K120 | Hakuba K120  | Hakuba K120    | Sapporo K120 | Sapporo K120 | punkty |        |        |        |        |        |        |        |
| -                                                                                            | -                | q               | -               | -            | -              | -            | -            | 0      |        |        |        |        |        |        |        |
| 2001                                                                                         |                  |                 |                 |              |                |              |              |        |        |        |        |        |        |        |        |
| Hinterzarten K95                                                                             | Hinterzarten K95 | Courchevel K120 | Stams K105      | Sapporo K120 | Hakuba K120    | Hakuba K120  | punkty       | punkty | punkty | punkty | punkty | punkty | punkty | punkty | punkty |
| 49                                                                                           | q                | q               | q               | -            | -              | -            | 0            | 0      | 0      | 0      | 0      | 0      | 0      | 0      | 0      |
| 2002                                                                                         |                  |                 |                 |              |                |              |              |        |        |        |        |        |        |        |        |
| Hinterzarten K95                                                                             | Hinterzarten K95 | Courchevel K120 | Lahti K116      | Lahti K116   | Innsbruck K120 | punkty       | punkty       | punkty | punkty | punkty | punkty | punkty | punkty | punkty |        |
| q                                                                                            | q                | q               | -               | -            | -              | 0            | 0            | 0      | 0      | 0      | 0      | 0      | 0      | 0      |        |
| Legenda                                                                                      |                  |                 |                 |              |                |              |              |        |        |        |        |        |        |        |        |
| 1 2 3 4-10 11-30 poniżej 30 q – zawodnik nie zakwalifikował się - – zawodnik nie wystartował |                  |                 |                 |              |                |              |              |        |        |        |        |        |        |        |        |

## Letni Puchar Kontynentalny

### Miejsca w poszczególnych konkursach Letniego Pucharu Kontynentalnego
| 2002                                                                          |         |            |          |          |       |         |         |           |           |        |
| Velenje                                                                       | Velenje | Oberstdorf | Rælingen | Rælingen | Falun | Calgary | Calgary | Park City | Park City | punkty |
| 32                                                                            | 42      | 74         | -        | -        | -     | -       | -       | -         | -         | 0      |
| Legenda                                                                       |         |            |          |          |       |         |         |           |           |        |
| 1 2 3 4-10 11-30 poniżej 30 dq – dyskwalifikacja - − zawodnik nie wystartował |         |            |          |          |       |         |         |           |           |        |

## Mistrzostwa Słowacji
W tabeli przedstawiono dostępne w źródłach miejsca osiągnięte przez Dušana Oršulę w mistrzostwach Słowacji. Uwzględnione zostały jednak wyłącznie te starty, w których zajął on miejsce w czołowej trójce wśród zawodników słowackich.
| Miejsce | Dzień            | Miejscowość         | Skocznia                | Punkt K | Konkurs  | Skok 1  | Skok 2  | Nota      | Strata   | Zwycięzca    |
| ------- | ---------------- | ------------------- | ----------------------- | ------- | -------- | ------- | ------- | --------- | -------- | ------------ |
| 2.      | 13 lutego 1999   | Szczyrbskie Jezioro | MS 1970 B               | K-90    | indywid. | 85,0 m  | 85,5 m  | 209,5 pkt | 2,0 pkt  | Martin Mesík |
| 1.      | 14 lutego 1999   | Szczyrbskie Jezioro | MS 1970 B               | K-90    | druż.    | b/d     | b/d     | 629,5 pkt | –        | –            |
| 3.      | 27 marca 1999    | Králiky             | Skokanské mostíky Dukla | K-120   | indywid. | 117,5 m | 116,0 m | 220,2 pkt | 6,2 pkt  | Matej Uram   |
| 1.      | 16 stycznia 2000 | Szczyrbskie Jezioro | MS 1970 B               | K-90    | druż.    | b/d     | b/d     | 854,0     | –        | –            |
| 3.      | 25 marca 2000    | Králiky             | Skokanské mostíky Dukla | K-120   | indywid. | b/d     | b/d     | 231,1 pkt | 40,0 pkt | Matej Uram   |
| 2.      | 16 lutego 2002   | Szczyrbskie Jezioro | MS 1970 B               | K-90    | indywid. | 85,5 m  | 87,0 m  | 208,5 pkt | 9,5 pkt  | Martin Mesík |
| 2.      | 15 lutego 2003   | Szczyrbskie Jezioro | MS 1970 B               | K-90    | indywid. | b/d     | b/d     | 226,0 pkt | 7,5 pkt  | Martin Mesík |